# Катастрофа Ан-28 під Паланою
Катастрофа Ан-28 під Паланою — катастрофа російського літака Ан-28 12 вересня 2012 року, що виконував рейс за маршрутом Петропавловськ-Камчатський — Палана. Причиною катастрофи стало порушення екіпажем встановленої схеми заходу на посадку в аеропорту Палана. У крові обох членів екіпажу виявлений алкоголь.

## Подія
Літак Ан-28 з бортовим номером RA-28715, що належав Петропавловськ-Камчатському авіапідприємству Камчатського МТУ ВТ ФАВТ, виконував рейс за маршрутом Петропавловськ-Камчатський — Палана. О 04:28 за московським часом з літаком зник зв'язок. Близько 06:00 рятувальний вертоліт виявив літак на схилі гори П'ятибратка на висоті близько 200 м за 10 км від аеропорту Палана повністю зруйнованим. Загинули 10 осіб з 14, що знаходилися на борту літака. Всі вижили були викинуті з хвостової частини літака після удару об землю .

## Розслідування

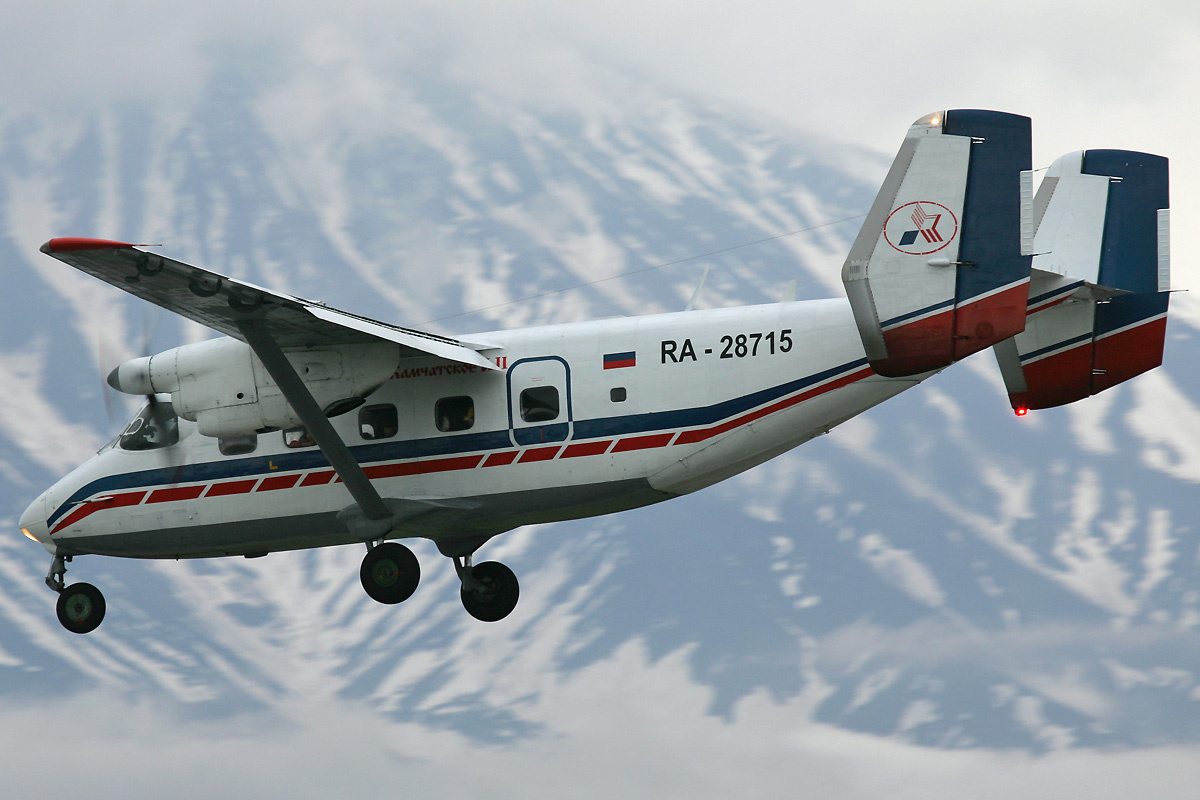
Літак в червні 2011 року (до аварії)

Згідно з російським повітряним законодавством Міждержавний авіаційний комітет сформував комісію з розслідування даної авіаційної події, до складу якої увійшли представники Росавіації і Росгідромету. На місці катастрофи знайдені параметричний самописець і приймач GPS.
За висновком Міждержавного авіаційного комітету: «Причиною катастрофи літака Ан-28 RA-28715 стало порушення екіпажом встановленої схеми заходу на посадку в аеропорту Палана, що виразилося у виконанні польоту поза маршрутом підходу і передчасному зниженні до висоти нижче мінімально безпечної при польоті в гірській місцевості, в погодних умовах, що виключають стійкий візуальний контакт із земними орієнтирами, що призвело до зіткнення літака зі схилом гори, його руйнування і загибелі екіпажу та пасажирів».

## Збиток та страхові виплати
Договір колективного страхування від нещасних випадків щодо екіпажу повітряного судна укладений зі страховою компанією «РЕСО-Гарантія», яка виплатила сім'ям двох загиблих льотчиків по 100 тис. рублів (ще по 100 тис. рублів виплатила родичам авіакомпанія, по 200 тис. рублів додав місцевий бюджет). Страхування відповідальності авіаперевізника здійснювала страхова компанія «Тит», яка виплатила рідним 8 загиблих пасажирів по 2,025 млн рублів (загальна сума страхової виплати — 16,5 млн рублів). Ці ризики були перестраховані в перестрахувальній компанії «Москва Ре», яка компенсувала страховій компанії «Тит» 4,1 млн рублів .